# Frankenia patagonica
Frankenia patagonica es un arbusto de la familia Frankeniaceae. Es originaria de Argentina y Chile austral

## Taxonomía
Frankenia patagonica fue descrita por Carlos Luis Spegazzini y publicado en Revista de la facultad de agronomia; universidad nacional de La Plata 3: 497. 1897.